# Kossi Agassa
Kossi Agassa (Lomé, 2 de julio de 1978) es un exfutbolista togolés que jugaba de portero. Su último club fue el US Granville de Francia. Con anterioridad militó en las filas del conjunto español del Hércules CF y en el FC Metz francés, donde estuvo 4 temporadas.
Fue también jugador de la selección nacional de su país y jugó la Copa del Mundo de Alemania 2006. Debutó con su selección en el Togo-Benín del 6 de septiembre de 1998.
Debutó en la Segunda División de España en el partido Hércules-Málaga (0-1) el 27 de agosto de 2006.

## Selección nacional
Ha sido internacional con la selección de fútbol de Togo, ha jugado 54 partidos internacionales.

### Participaciones en Copas del Mundo
| Mundial                     | Sede     | Resultado      | Partidos |
| --------------------------- | -------- | -------------- | -------- |
| Copa Mundial de Fútbol 2006 | Alemania | Fase de grupos | 3        |

## Clubes
| Club           | País            | Año         |
| -------------- | --------------- | ----------- |
| Etoile Filante | Togo            | 1997 - 2001 |
| África S.N.    | Costa de Marfil | 2001 - 2002 |
| F. C. Metz     | Francia         | 2002 - 2006 |
| Hércules C.F.  | España          | 2006 - 2008 |
| Stade de Reims | Francia         | 2008 - 2009 |
| F.C. Istres    | Francia         | 2009 -2010  |
| Stade de Reims | Francia         | 2010- 2016  |
| U.S. Granville | Francia         | 2016 - 2017 |